# Международный фестиваль оперы и балета в Аспендосе

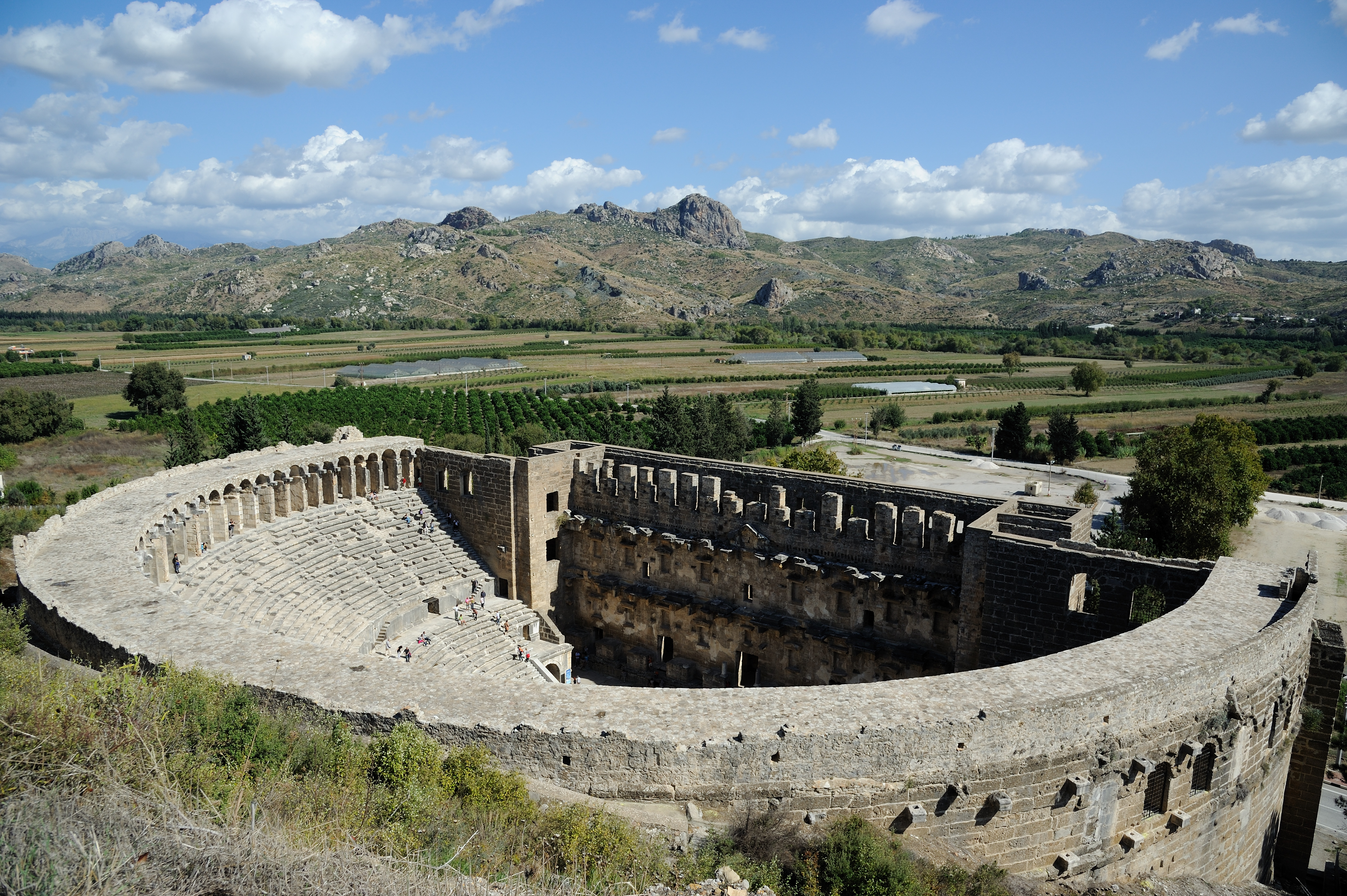
Античный театр в Аспендосе

Международный фестиваль оперы и балета в Аспендосе (по-турецки: Aspendos Uluslararası Opera ve Bale Festivali) проводится Дирекцией турецкой государственной оперы и балета с 1994 года с участием турецких и иностранных оперных и балетных трупп и отдельных артистов. Фестиваль проводится ежегодно каждый июнь и июль в двухтысячелетнем древнеримском театре в Аспендосе, неподалеку от Анталии, Турция.
Античный театр в Аспендосе считается одним из наиболее хорошо сохранившихся античных театров в мире. Многие оригинальные элементы убранства дошли до наших дней в целости и сохранности.

## Прошедшие выступления
В афише фестиваля в 2006 году стояли спектакли таких компаний, как Государственный театр оперы и балеты Анкары с «Аидой» Верди, Государственный театр оперы и балет Мерсина с «Баядеркой» Леона Минкуса, «Кармен» Жоржа Бизе и «Карминой Бурана» Карла Орфа, Ballett Zürich, Измирский государственный театр оперы и балета и Deutsche Oper Berlin с «Волшебной флейтой» Моцарта.